# Entermesser
Als Entermesser oder Entersäbel bezeichnet man in der Regel ein langes Messer mit breiter Klinge der Marine. 
Bekannt wurden Entermesser ab dem 16. Jahrhundert als bevorzugte Nahkampfwaffe auf See. Die Entersäbel wurden vermutlich zuerst von der englischen Royal Navy entwickelt, die nach einer Waffe suchte, die sowohl im Nahkampf als auch bei der Abwehr von Enterangriffen eingesetzt werden konnte. Neben dem Enterbeil setzte sich der Entersäbel schnell durch. Er wurde von vielen Nationen als Standardwaffe an Bord bevorratet und bei Bedarf an die Mannschaft aushändigt, es war kein persönliches Ausrüstungsstück.
Entermesser gab es in verschiedenen Ausführungen: Leicht gebogen oder gerade, mit umlaufendem Handschutz oder auch ohne. Allen gemein war, dass Entermesser in der Regel sehr preiswert waren, da preiswerter Stahl zu ihrer Herstellung benutzt wurde.

## Gebrauch
Das Entermesser war die Universalwaffe im Nahkampf zur See, da es auf dem beengten Raum der Schiffe mit seiner kurzen und stabilen Klinge im engen Handgemenge von Vorteil war.
Aus dem Entermesser entstand später als Werkzeug vermutlich die Machete, ein dickes, sehr kopflastiges Messer, welches sich hervorragend eignet, um Zuckerrohr zu schneiden oder dichte Vegetation zu lichten.